# Resina epoxi

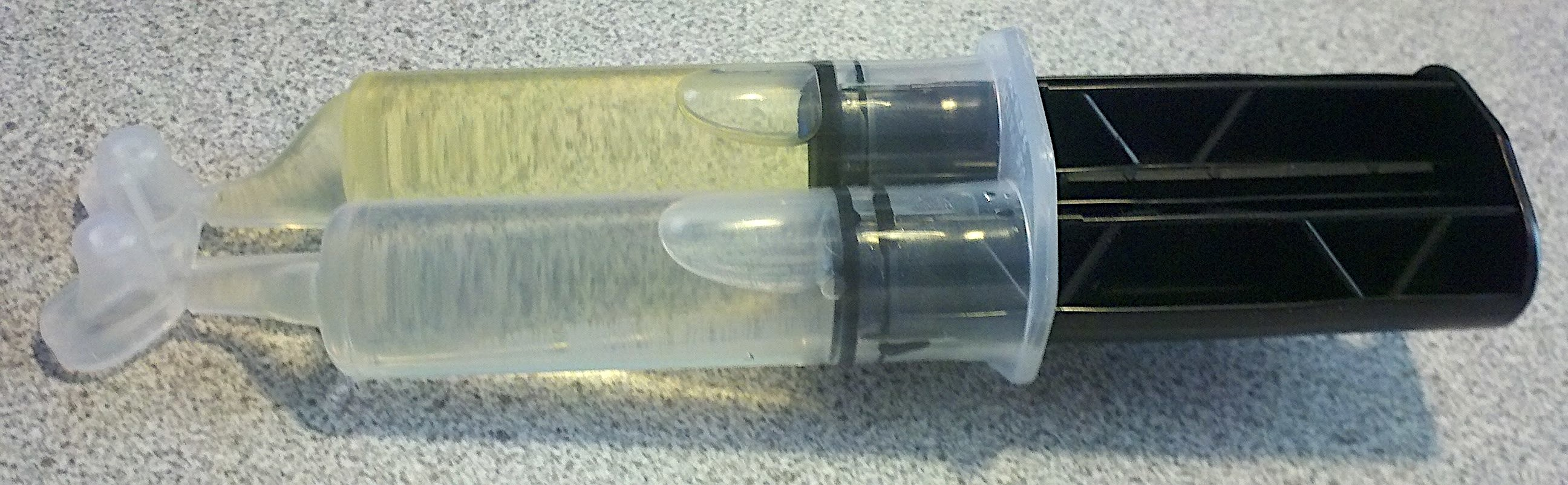
Xeringues de resina epoxi "5-minuts", en el moment d'aplicar-les cal barrejar ambdues substàncies.

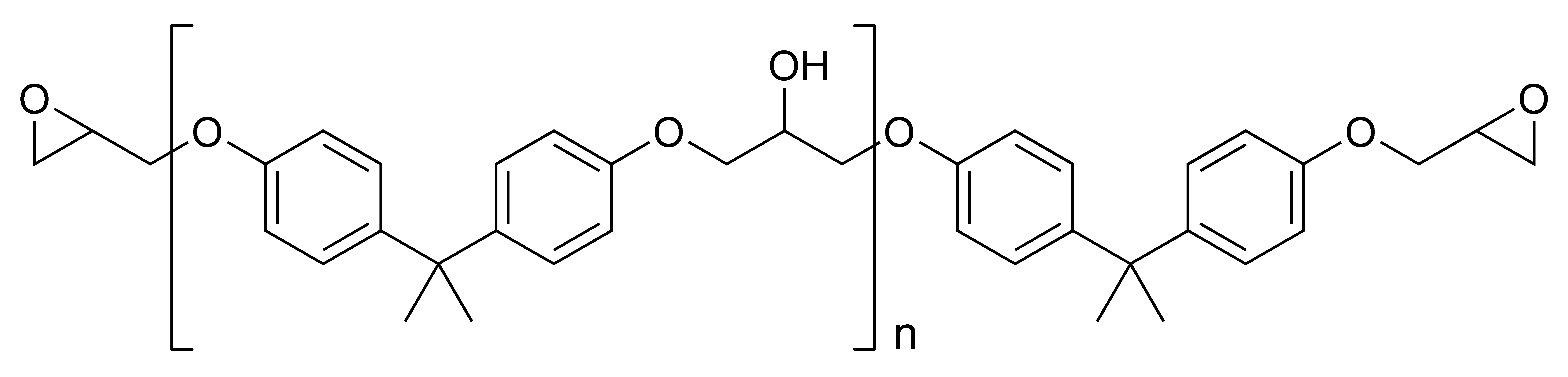
Estructura epoxi prepolímer, n indica el nombre de subunitats polimeritzades i es troba en el rang de 0 fins a gairebé 25.

Una resina epoxi o poliepòxid és un polímer orgànic termoestable que s'endureix quan es barreja amb un agent catalitzador. Les resines epoxi més freqüents són producte d'una reacció entre l'epiclorohidrina i el bisfenol-a.

## Història de l'epoxi
Els primers intents comercials de producció van tenir lloc el 1927 als EUA. El mèrit de la primera síntesi d'una resina basada en bisfenol-a el comparteixen el doctor suís Pierre Castan, l'alemany Paul Schlack i el nord-americà Dr. S.O. Greenlee el 1936. El treball del suís va ser llicenciat per la companyia química Ciba-Geigy, també suïssa, que es va convertir ràpidament en un dels 3 majors fabricants mundials de resines epoxi; encara que a la fi dels anys 90 va abandonar aquest negoci. El treball del Dr. Greenlee va anar a parar a una companyia petita, que després va ser comprada per l'empresa multinacional Shell.

## Aplicacions
Els epòxids tenen múltiples aplicacions, entre d'altres:

### Pintures i acabats
Els epòxids s'usen molt en capes d'imprimació, tant per a protegir de la corrosió com per a millorar l'adherència de les posteriors capes de pintura. Els contenidors metàl·lics se solen revestir amb epoxi per tal d'evitar que s'oxidin, especialment en aliments àcids, com el tomàquet. També s'empra en decoracions de sòls d'alta resistència, com la terrissa.

### Adhesius
Les resines epoxídiques són un tipus d'adhesius anomenats estructurals o d'enginyeria. El grup inclou el poliuretà i el cianoacrilat. Aquests adhesius s'utilitzen en la construcció d'avions, cotxes i bicicletes. Serveixen per a enganxar gran quantitat de materials, inclosos els metalls i alguns plàstics, i es pot aconseguir que siguin rígids o flexibles, transparents o de color, d'assecat ràpid o lent. Si l'assecament d'un adhesiu epoxídic es realitza amb calor, serà més resistent que si s'asseca a temperatura ambient. La resistència a la tracció d'aquest tipus d'adhesius pot arribar a superar els 350 kg/cm2, el que els converteix uns dels adhesius més resistents del món.

### Materials composts
Les resines epoxi s'usen tant en la construcció de motlles com de peces mestres, laminats, extrusions i altres ajudes a la producció industrial. Els resultats són més barats, resistents i ràpids de produir que els fets de fusta, metall, etc. Els compostos de fibres i epoxi, encara que són més cars que els de resines de polièster o d'ester de vinil, produeixen peces més resistents.

### Sistemes elèctrics i electrònics
En generació elèctrica encapsulen o recobreixen els motors, generadors, transformadors, reductors, escombretes i aïlladors, per a protegir-los. A més, les resines epoxi són excel·lents aïllants elèctrics i s'usen en molts components, per a protegir de pols, humitat, etc.
En la indústria electrònica s'usen amb profusió per a l'encapsulat dels circuits integrats i els transistors, també s'usen en la fabricació de circuits impresos. El tipus de circuit imprès més freqüent FR-4 no és més que un sandvitx de capes de fibra de vidre enganxades entre si per resina epoxi. També s'usen per enganxar les capes de sobre en les plaques i formen part de la màscara de soldadura de molts circuits impresos.

### Consum i aplicacions nàutiques
Es poden trobar resines epoxi a ferreteries i grans magatzems, generalment en forma d'adhesius de dos components. Es venen també en botigues de nàutica per a reparació de vaixells. Els epòxids no solen ser l'última capa del recobriment d'un vaixell perquè els afecta negativament l'exposició a llum ultraviolada (UV). Se solen recobrir amb vernissos marins o cobertures de gel de polièster que protegeixen dels raigs UV.
La relació de la barreja de l'epoxi i catalitzador es fixa, variant en funció del fabricant i de l'aplicació per la qual ha estat dissenyat.

## Indústria
La indústria de la resina epoxi la componen aproximadament 50 fabricants de resines epoxídiques de base i enduridors, que generen més de 5000 milions de dòlars a Amèrica del Nord i uns 15.000 milions al món sencer. Les empreses més importants del sector són tres: Resolution Polymers (abans Shell; el nom de l'epoxi comercial és "EPON"), Dow Chemical (nom comercial de "DER"), i Huntsman Advanced Materials (abans Ciba, amb el nom comercial "Araldite"). Els altres 50 fabricants més petits d'epoxi principalment la producció de resines epoxi, només a escala regional (no mundial), produir només enduridors d'epoxi, o resines epoxi especials, o també modificadors epoxi.

## Art
La resina epoxi també es ven en una modalitat més mal·leable i en quantitats petites per al seu ús en artesanies i ornaments, hi ha diferents marques i presentacions que canvien d'un país a un altre.
Un ús molt estès de les resines també és fer-les servir en la reproducció, mitjançant motlles de silicona, en sèries quasi artesanals de petites estàtues, per exemple: imatges de Buda, escarabats sagrats, souvenirs per turistes, rèpliques d'objectes apareguts en alguna pel·lícula, videojoc, historieta, etc. i figures i bustos de personatges d'aquestes.